# Demetrios II của Ấn Độ
Demetrios II của Ấn Độ (tiếng Hy Lạp: Δημήτριος Β΄) là một vị vua Hy Lạp-Bactria có thể đã cai trị trong thế kỷ thứ 2 trước Công nguyên. Ít thông tin được biết về ông và có những quan điểm khác nhau về niên đại cai trị của ông. Trước đó tác giả như Tarn và Narain cho rằng ông là một con trai và người kế vị của Demetrios I, nhưng quan điểm này bây giờ bị loại bỏ.
Osmund Bopearachchi đã gợi ý rằng ông đã cai trị ở Bactria và Arachosia khoảng năm 175-170 TCN, nhưng điều này đã không được thừa nhận bởi các tác giả sau này. RC Senior thay vào đó xác định niên đại của ông là vào khoảng năm 175-140 trước Công nguyên, và điều này được ủng hộ bởi LM Wilson, ông ta cũng đưa ra giả thuyết này từ những manh mối tiền xu và bức chân dung của Demetrios II và có liên quan đến Eucratides Đại đế. Niên đại của vị vua được hỗ trợ bởi bằng chứng đó là không có bất cứ đồng tiền xu nào của Demetrios II được tìm thấy trong đống đổ nát của Ai Khanoum, vốn được cho là bị phá hủy trong thời kỳ cai trị của Eucratides I.

## Sự bí ẩn của "Demetrios, vua của người Ấn Độ"
Lịch sử ghi lại một tham chiếu tới một vua Demetrios đương thời với Eucratides, và tham chiếu này là rất khó giải quyết.
Sử gia La Mã Justin đã ghi lại vị vua "Demetrios, vua của người Ấn Độ", một người là kẻ thù của Eucratides Đại đế. Demetrios của Justin đã bao vây vị vua Eucratides hiếu chiến với một đội quân 60.000 người chống lại một đội quân đồn trú chỉ còn có 300 - thông tin này có thể đã bị phóng đại - cuối cùng ông đã bị đánh bại. Sự việc này xảy ra vào cuối triều đại của Eucratides, do đó cho thấy thời điểm Demetrios mất theo Justin là vào khoảng năm 150 trước Công nguyên. Demetrios của Justin có thể là một người có họ hàng với vua Ấn Độ Apollodotos I hoặc là một hoàng tử đào tẩu của triều đại Euthydemos.
Tuy nhiên, vị vua theo các ghi chép của Justin không phải dễ dàng phù hợp với những bằng chứng tiền xu. Bopearachchi (1991) đã chọn ra ba vị vua tên là Demetrios. Demetrios I trị vì khoảng năm 200-185 TCN, trước khi có sự nổi lên của Eucratides, và Demetrios III là một vị vua người Ấn Độ được cho là đã trị vì sau này, khoảng 100 trước Công nguyên. Và Demetrios II được Bopearachchi cho là đã trị vì vầo khoảng năm 170 trước Công nguyên.
Bopearachchi tiếp tục xác định Demetrios II như là Demetrios của Ấn Độ theo ghi chép của Justin, bất chấp thực tế rằng ghi chép này của Justin có thể là một triều đại sau này. Hơn nữa, Demetrios II của Bopearachchi trị vì ở Bactria và không cai trị ở Ấn Độ, bởi vì ông không đúc đồng xu nào với truyền thuyết Ấn Độ. Do đó, danh tính Demetrios của Justin, vua của người Ấn Độ, vẫn còn không chắc chắn. Các giả thuyết sau đây có thể được xem xét:
- Ghi chép của Justin, vốn sao chép lại từ một nguồn khác, là một sự mơ hồ. Hoặc là Demetrios II không phải là vua của Ấn Độ nhưng lại là vua của Bactria, hoặc những ghi chép về cuộc chiến tranh này đã lẫn lộn, hoặc là tên của nhà vua đã bị sai, Justin đã lẫn lộn tên của một vị vua Ấn-Hy Lạp khác với tên của Demetrios I.
- Demetrios III của Bopearachchi có thể đã cai trị vào thời điểm trước đó - đồng tiền của vị vua này rất ít và khá đặc biệt - và Demetrios III mới thực sự là Demetrios của Justin, vị vua đã cai trị một nửa thế kỷ trước.

## Tiền xu của Demetrios II
Demetrios II chỉ ban hành tiền xu bằng bạc và hầu hết là loại tetradrachms, một đặc điểm mà ông có chung với các vua Bactria cuối cùng. Mặt chính là một bức chân dung đội vương miện, cùng với hình ảnh Pallas Athene đang đứng và cầm một cây giáo ở mătj sau của đồng tiền. Không giống như hầu hết các vị vua cùng thời, ông không có tước hiệu. Demetrios II đã được miêu tả là một người trẻ tuổi, mặc dù hình tượng của ông hơi khác nhau một cách đáng kể trên những đồng tiên xu được ban hành. 